# Ксокур
Ксоку́р (фр. Xocourt) — коммуна во французском департаменте Мозель региона Лотарингия. Относится к  кантону Дельм.	

## География
Ксокур расположен в 28 км к юго-востоку от Меца. Соседние коммуны: Бакур на северо-востоке, Превокур и Тенкри на востоке, Вивье, Дельм и Донжё на юго-востоке, Пюзьё на юге, Аленкур-ла-Кот на юго-западе, Льокур и Фовиль на западе, Жювиль и Моншо на северо-западе.

## История
- Входил в сеньорат бана Дельм, домен кафедрального собора Меца, который в 1604 году был сменён на собор Нанси.
- В 1661 году вошёл в состав Французского королевства.

## Демография
По переписи 2008 года в коммуне проживало 76 человек.	

## Достопримечательности
- Следы древнеримского тракта.
- Церковь Сен-Мартен, 1732 года; хоры XV века.
- Памятник русскому солдату, погибшему здесь во время Первой мировой войны 1914—1918 годов.